# 岩田巌
岩田 巌（いわた いわお、1905年4月20日 - 1955年3月3日）は、日本の会計学者。元一橋大学商学部教授。

## 人物
東京都新宿区西大久保生まれ。先祖は武蔵野の郷士で、家には家系図が残されている。
1923年3月、私立豊山中学校（現・日本大学豊山中学校・高等学校）第4学年修了後、父の死去により、就職のためから早稲田実業学校（現・早稲田実業学校高等部）へ編入、1年間在籍するも、就職はしなかった。1930年、東京商科大学本科卒業、同年同大学研究科入学。大学時代はマックスウェーバーの研究に取り組む。1931年、中央会計研究所入所。1932年、東京商科大学研究科修了。1933年、東京商科大学予科講師、1937年同教授、1941年同大学助教授兼予科教授。1951年、一橋大学商学部教授兼東京商科大学教授。1955年、自宅で逝去。
1952年、大蔵省公認会計士審査委員を務め、日本の公認会計士制度、監査制度の創設に大きく関わり、緻密な論理展開で知られた。49歳の若さで病に倒れ、一橋大学商学部による校葬が営まれた。

## 著書
生前に著されたのは『会計士監査』（森山書店）1冊のみ。死後、太田哲三博士と飯野利夫教授によって、これまでの研究成果を纏め上げた書物、『会計原則と監査基準』（中央経済社）・『利潤計算原理』（同文館）が公刊された。

## 人脈
東京商科大学時代は太田哲三に学ぶ。弟弟子には番場嘉一郎や飯野利夫が、教え子には一橋大学名誉教授の中村忠、森田哲弥、成蹊大学名誉教授で成蹊学園理事を務める新井益太郎等がいる。他に大蔵省関税局長や太田昭和監査法人会長を務めた矢澤富太郎なども岩田ゼミナール出身。
なお豊山中学時代は作家の坂口安吾、高校生物学ラジオ講座で有名な沼野井春雄東大教授と同級であった。吉村寿雄（富士ゼロックス社長）は大学での同級生である。